# Sinfonía n.º 7 (Bruckner)

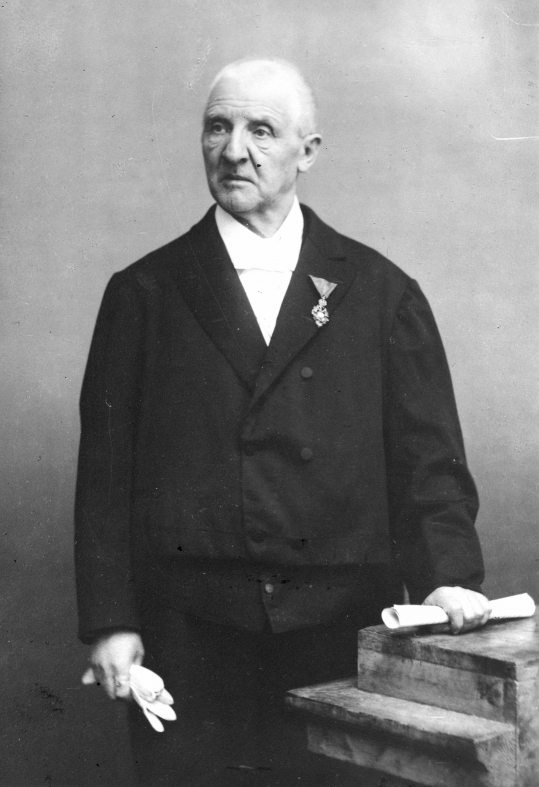
Bruckner en 1886.

La Sinfonía n.º 7 en mi mayor, WAB 107 fue compuesta por Anton Bruckner entre 1881 y 1883. Fue sometida a una revisión que terminó en 1885, lo cual fue una práctica común en la producción sinfónica del maestro austríaco. La partitura está dedicada al rey Luis II de Baviera.

## Historia

### Composición

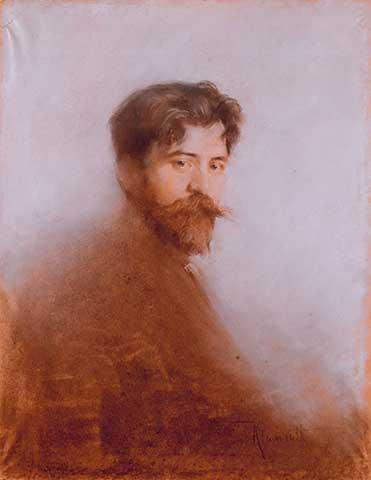
Arthur Nikisch, director del estreno.

La composición de esta pieza se desarrolló entre 1881 y 1885, periodo en el cual la obra experimentó un proceso de revisión. Bruckner se había ganado el reconocimiento de los vieneses con el estreno de su Sinfonía n.º 4. Tras eso recibió la visita del célebre director Artur Nikisch, que se ofreció a estrenar la Sinfonía n.º 7 del maestro autríaco.

#### Versión de 1883
La versión original fue compuesta entre el 23 de septiembre de 1881 y el 5 de septiembre de 1883. Solo se conserva una copia autógrafa que incluye cambios posteriores de la mano de Bruckner y sus colaboradores, por lo que no es posible hacer una edición exacta de esta primera versión. La sinfonía se estrenó en esta forma el 30 de diciembre de 1884 en Leipzig interpretado por la Orquesta de la Gewandhaus dirigida por Arthur Nikisch. Nunca se ha publicado completa.
Ediciones:
- Edición de Robert Haas de 1944: Haas restauró algunas partes de esta versión.

#### Versión de 1885
Poco después del estreno en 1884 Bruckner introdujo algunos cambios bajo la influencia de Franz Schalk, Ferdinand Löwe y Arthur Nikisch. Estas modificaciones se refieren a tempo y orquestación, entre otros, la inclusión de platillos, triángulo y timbales en el Adagio. A diferencia de la mayoría de sus otras sinfonías, esta no sufrió prácticamente ninguna revisión; el único punto de preocupación fue un golpe de platillos en el clímax del Adagio que Bruckner añadió a sugerencia de sus amigos, pero que posteriormente eliminó.
Ediciones:
- Edición de Gutmann de 1885: se trata de la primera edición de la pieza. Recoge los cambios hechos tras el estreno. Schalk, Löwe y Nikisch influyeron de manera significativa en esta edición y es discutible hasta qué punto tales cambios fueron autorizados por Bruckner.
- Edición de Robert Haas de 1944: primera edición crítica preparada para la primera Bruckner Gesamtausgabe (BGA) o Edición completa de Bruckner. Haas intentó eliminar la influencia de Schalk, Löwe y Nikisch para recuperar la concepción original de Bruckner. Para ello, utilizó material procedente de la partitura autógrafa de 1883, aunque este documento ya incluye cambios posteriores. El cambio más evidente en esta edición es la ausencia de platillos, triángulo y timbales en el clímax del movimiento lento: Haas argumentó que Bruckner había decidido posteriormente eliminar la percusión en este punto, lo cual ha sido ampliamente discutido.[7][8]
- Edición de Leopold Nowak de 1954: segunda edición crítica publicada por Nowak, sucesor de Haas como director de la Bruckner Gesamtausgabe. Nowak mantuvo la mayor parte de los cambios de la edición de 1885, incluyendo la percusión en el tiempo lento. Incluyó las indicaciones de tiempo de la edición de Gutmann, pero poniéndolas entre corchetes. Aunque se incluyen en la partitura impresa, algunos directores omiten el golpe de platillos en el tiempo lento, siguiendo los criterios de Haas.[9]

### Estreno y publicación

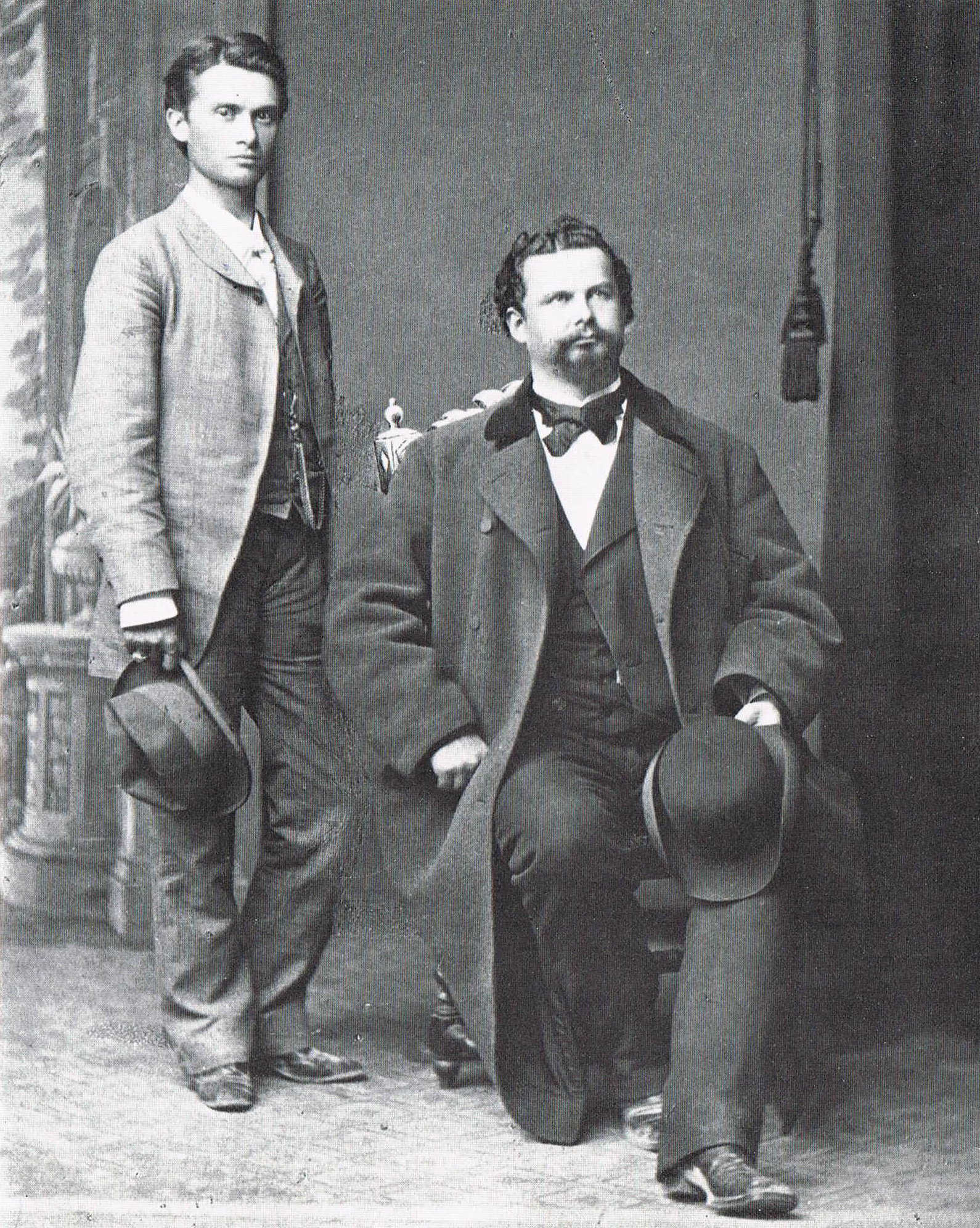
Luis II, dedicatario de la pieza, con Josef Kainz en 1881.

El estreno se celebró el 30 de diciembre de 1884 en la ópera de Leipzig con la interpretación de la Orquesta de la Gewandhaus dirigida por Arthur Nikisch y constituyó el mayor éxito de toda la carrera de Bruckner. Los fondos recaudados se destinaron a sufragar un monumento en memoria de Richard Wagner, fallecido el año anterior mientras Bruckner componía esta sinfonía. El estreno vienés tuvo lugar en enero de 1885 y corrió a cargo de la Filarmónica de Viena bajo la batuta de Hans Richter.
La primera edición de la pieza fue llevada a cabo en 1885 por el editor Albert J. Gutmann en Viena. La dedicatoria de esta partitura fue para el rey Luis II de Baviera.

## Instrumentación
La partitura está escrita para una orquesta formada por:
- Viento madera: 2 flautas, 2 oboes, 2 clarinetes en la, 2 fagotes.
- Viento metal: 4 trompas en fa, 3 trompetas en fa, 3 trombones (alto, tenor y bajo), 4 tubas Wagner en fa y en si bemol, 1 tuba.
- Percusión: timbales, platillos, triángulo.
- Cuerda: una sección de cuerdas con violines I y II, violas, violonchelos y contrabajos.

En principio no estaba prevista la inclusión en esta pieza de las tubas Wagner, construidas por Richard Wagner para el El anillo del nibelungo. Sin embargo, Bruckner cambió la partitura significativamente para incorporarlas en el Adagio y en el Finale. A partir de entonces estos instrumentos también se pueden escuchar en sus Sinfonías n.º 8 y n.º 9. Aportan un enorme efecto de profundidad adicional al sonido orquestal.

## Estructura y análisis
La sinfonía consta de cuatro movimientos:
- I. Allegro moderato, en mi mayor 2
2
- II. Adagio. Sehr feierlich und sehr langsam, en do sostenido mayor 4
4
- III. Scherzo. Sehr schnell, en la menor – Trio. Etwas langsamer, en fa mayor 3
4
- IV. Finale. Bewegt, doch nicht schnell, en mi mayor 2
2

La interpretación de esta obra dura aproximadamente entre 60 y 65 minutos. Constituye un hito en el repertorio sinfónico por la nobleza de sus temas y su genial orquestación. La arquitectura sugiere la imagen de una catedral y su Adagio, es la culminación de la escritura musical del maestro. Junto con la Sinfonía n.º 4 "Romántica" son las obra más interpretada del músico.

### I.Allegro moderato
El primer movimiento, Allegro moderato, está escrito en la tonalidad de mi mayor, en compás alla breve y responde a la forma sonata. Se abre con un trémolo de las cuerdas del que surge el tema principal. 
La exposición consta de tres temas, lo cual es un recurso arquitectónico habitual en Bruckner desde la Sinfonía en fa menor.
- El primer tema es cromático y recuerda a la música de Wagner. Es el más largo de todos los temas principales de Bruckner y se divide en tres secciones. Tras dos compases preparatorios, una brillante tercera de mi mayor en los violines, el tema se eleva a una altura radiante en los violonchelos y la trompa, más tarde acompañado por el clarinete. Este tema reaparece en sutiles transformaciones a lo largo de la sinfonía. Se dice que este tema fue silbado a Bruckner en un sueño por su difunto amigo Ignaz Dorn. El propio compositor lo describió así:[13] “Este tema no es mío en absoluto. Una noche se me apareció Dorn (Bruckner conocía al violinista Ignaz Dorn de Linz) y me dictó el tema. Cuidado, dijo, harás tu suerte con él."
- El segundo tema es lastimero, aunque animado y es asignado a las maderas. Cuenta con la típica doble parada al principio o la sección a la que a menudo se hace referencia en las sinfonías de Bruckner como el "período de canto" también ocupa mucho espacio en la exposición y termina en un largo clímax.
- El tercer tema comienza en calma pero es vigoroso y está diseñado en forma de danza. Una posdata en si mayor cierra la exposición.

El desarrollo es expansivo y hace un uso eficaz de la inversión temática. Se puede reconocer el contrapunto de la ópera Los maestros cantores de Núremberg de Wagner. El primer tema de la exposición aparece lleno de fervor y difunde un clima devocional antes de que, tras una breve elaboración del tercer tema, irrumpa con fuerza dramática la inversión del tema principal en do menor. Después de la repetición del tema inicial en do menor y luego en re menor, la intensidad de esta sección es reconducida a la tónica mediante hábiles modulaciones, donde el tema principal y la inversión del tema marcan ahora el inicio de la recapitulación. 
La recapitulación es variada; un largo crescendo que utiliza fragmentos del tema inicial forma una coda brillante y dinámica. Bruckner llega a la coda repitiendo el segundo tema en el sonido variante de la tonalidad inicial (es decir, mi menor) y el tercer grupo temático muy variado. Parte del tema principal aparece por primera vez de manera conmovedora sobre un redoble de timbales creciente, que luego se extingue antes de que comience el gran clímax final en pianissimo utilizando la primera parte del tema principal. La aglomeración de sonido en los metales y las maderas hacia el cierre se puede escuchar debajo de las figuras que lo acompañan en las cuerdas agudas que son típicas de Bruckner, una especie de ornamentación que parece abrazar el gran movimiento.

### II.Adagio. Sehr feierlich und sehr langsam
El segundo movimiento, Adagio. Sehr feierlich und sehr langsam (Muy solemne y muy lento), está en do sostenido mayor, en compás de 4/4 y adopta la forma de lied (A–B–A'–B'–A''–coda). El movimiento lento refleja un profundo sentimiento afligido y solemne. Se dice que fue inspirado por una premonición de la muerte de Richard Wagner. El treno de apertura desemboca en un sonoro himno para cuerdas, que se alterna con una hermosa melodía en arco que ofrece consuelo en cada aparición. El punto culminante se produce con la tercera repetición del tema principal que, contra un acompañamiento de seisillos ascendentes en ostinato, es impulsado hacia un clímax fulgurante en do mayor. Se cierra con un canto fúnebre, que sirve de coda, entonado primero por las tubas Wagner solas y luego con acompañamiento de las trompas. Las cuerdas tocan una conmovedora transformación del tema principal. Se dice que Bruckner escribió esta coda cuando se enteró del fallecimiento del maestro alemán y es una música de duelo dedicada al venerado maestro.

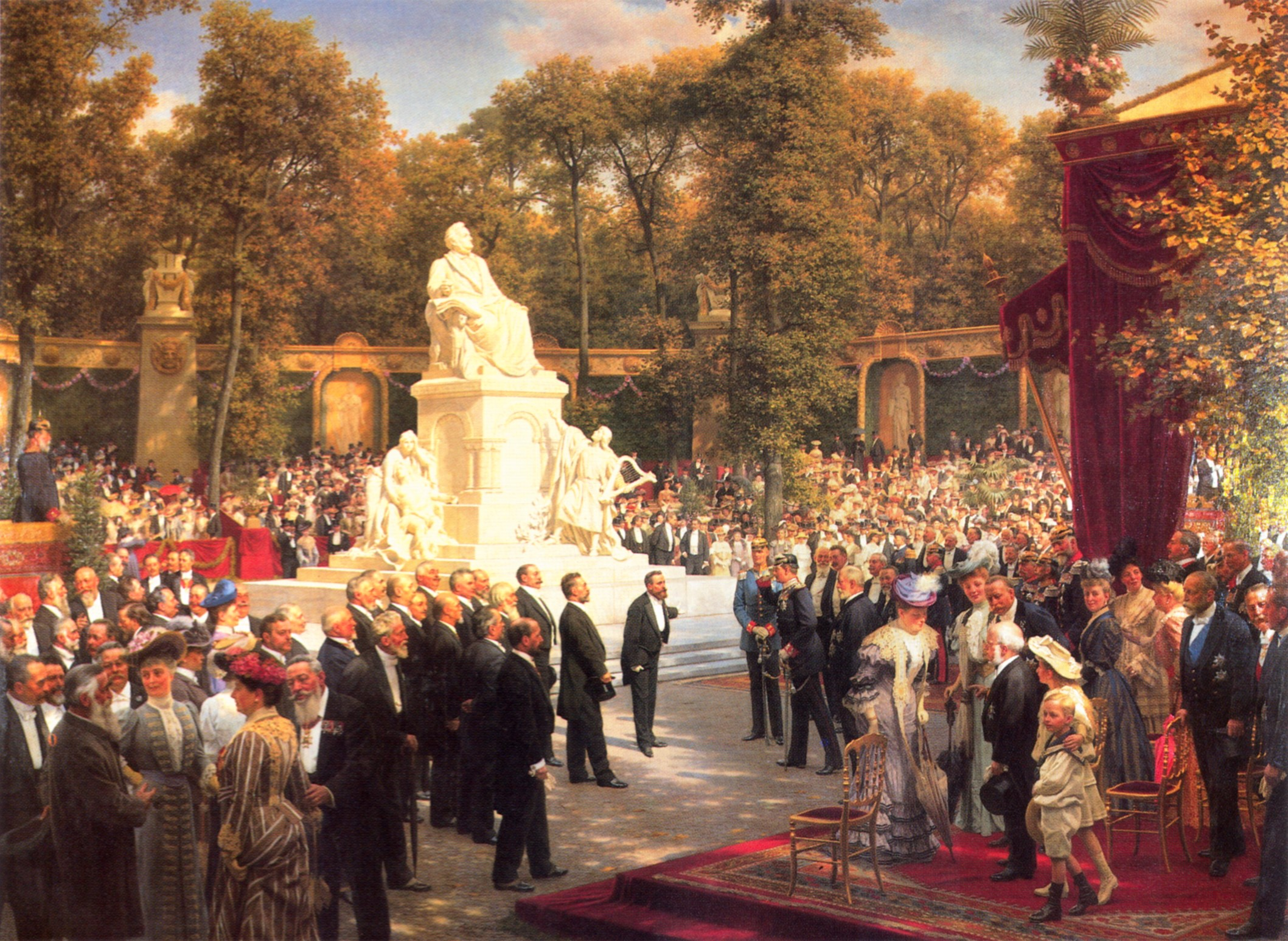
Inauguración del Monumento a Wagner en el Tiergarten de Anton Werner (1908).

Wagner falleció el 13 de febrero de 1883. Bruckner comenzó a escribir el Adagio unas semanas antes de la muerte del maestro alemán, la que probablemente anticipó. Le escribió a Félix Mottl:

«Una vez llegué a casa y estaba muy triste; Pensé para mis adentros, el Maestro no puede vivir mucho más. Me vino a la mente el Adagio en do sostenido menor.»

Hay otras referencias a Wagner. El acompañamiento de seisillos del tema principal recuerda mucho a Tannhäuser. El Adagio se construye en torno a dos motivos (A–B–A'–B'–A''–coda):
- El primer motivo (A) es predominantemente descendente y se escucha en la tuba Wagner.
- El segundo motivo (B) cita la sección Non confundar in aeternum del Te Deum de Bruckner.

Este movimiento es una de las músicas fúnebres más conmovedoras del siglo XIX, junto con la marcha fúnebre de la Sinfonía n.º 3 "Eroica" de Beethoven y la marcha fúnebre por el difunto Sigfrido del El ocaso de los dioses de Wagner.

### III.Scherzo. Sehr schnell – Trio. Etwas langsamer
El tercer movimiento, Scherzo. Sehr schnell (Muy rápido) – Trio. Etwas langsamer (Ligeramente más lento), está en la menor que en el trío pasa a fa mayor y en compás de 3/4. Estructuralmente responde a una forma ternaria A-B-A de scherzo con trío. Este movimiento supone un contraste tan asombroso como el momento correspondiente en la Eroica de Beethoven. Conforme a Reisig este Scherzo es uno de los mejores de Bruckner. El Scherzo es rítmicamente conciso y tiene un carácter demoníaco. Parece agitado por el viento. Se dice que el tema principal procede del canto de un gallo. Una llamada de trompeta, que sube y baja de nuevo, comienza inmediatamente después de cuatro compases preparatorios de color oscuro en las cuerdas. El primer compás forma el motivo rítmico básico. A la manera de un ostinato, pulsa a través de las dos secciones de scherzo que enmarcan el trío, en el que los motivos presentados se transforman y procesan repetidamente en términos contrapuntísticos.
El trío, en fa mayor, es nostálgico, melancólico y profundamente conmovedor. Dibuja un estado de ánimo líricamente contemplativo. El ritmo de la sección da capo scherzo, que vuelve a emerger como una tormenta, es anunciado en pianissimo por los timbales en los últimos cuatro compases del trío.

### IV.Finale. Bewegt, doch nicht schnell
El cuarto y último movimiento, Finale. Bewegt, doch nicht zu schnell (En movimiento, pero no demasiado rápido), retoma la tonalidad inicial, el compás alla breve y la forma sonata. El Finale es breve y también consta de tres grupos temáticos:
- El primer tema, en ritmo con puntillo, constituye una enérgica transformación del tema principal del primer movimiento.
- El segundo tema es un hermoso coral modulante para cuerdas sobre un bajo tipo walking bass. Una breve transición conduce al tercer grupo temático.
- El tercer tema supone la reaparición del ritmo con puntillo del tema inicial. Se trata de una estruendosa y áspera transformación al unísono del tema inicial en modo menor.

En el desarrollo estas tres ideas maravillosamente contrastadas se entrelazan de manera deliberada, pero con gran vitalidad y brío. El movimiento parece ir en "retroceso", ya que regresa del tema al unísono a través del tema coral al tema inicial, que luego se vuelve cada vez más dramático y conduce a un clímax. 
La coda, de carácter extrovertido, comienza tranquilamente como un clímax con el tema principal final algo ampliado, que hacia el final nos devuelve el poderoso tema principal del primer movimiento, ahora en un fortissimo de toda la orquesta.

## Recepción de la obra
A pesar de la fría acogida por parte de la crítica, la obra tuvo un enorme éxito y el entusiasmo del público contribuyó a consolidar la creciente reputación de Bruckner. Entre los elogios, un telegrama de Johann Strauss hijo decía: «Estoy profundamente conmovido. Ha sido la experiencia musical de mi vida».

## Influencia
Frederic Spotts señala en su libro Hitler and the Power of Aesthetics que Adolf Hitler comparó repetidamente esta obra con la Sinfonía n.º 9 de Beethoven. Por orden del propio dictador, el Adagio de la Sinfonía n.º 7 se transmitió en Reichsrundfunk el 1 de mayo de 1945, después de que el almirante Karl Dönitz anunciara la noticia de la muerte de Hitler. Probablemente fue en la grabación del director de orquesta Wilhelm Furtwängler del 7 de abril de 1942.

## Discografía selecta
A continuación se cita una selección de grabaciones de las distintas versiones de la sinfonía.
Edición Gutmann
- 1949 – Hans Knappertsbusch, Orquesta Filarmónica de Viena (Orfeo d'Or).
- 1951 – Wilhelm Furtwängler, Orquesta Filarmónica de Berlín (DG).
- 1953 – Eduard van Beinum, Orquesta Real del Concertgebouw (Decca, Philips).
- 1964 – Carl Schuricht, Orquesta Filarmónica de La Haya (Varios sellos).
- 1964 – Eugen Jochum, Orquesta Filarmónica de Berlín (DG).
- 1967 – Lovro von Matačić, Orquesta Filarmónica Checa (Supraphon).

Edición Haas
- 1961 – Bruno Walter, Columbia Symphony Orchestra (Sony).
- 1978 – Bernard Haitink, Orquesta Real del Concertgebouw (Philips).
- 1989 – Herbert von Karajan, Orquesta Filarmónica de Viena (DG).
- 1990 – Sergiu Celibidache, Orquesta Filarmónica de Múnich (DVD Sony Classical).
- 1992 – Sergiu Celibidache, Orquesta Filarmónica de Berlín (DVD EuroArts).
- 1994 – Sergiu Celibidache, Orquesta Filarmónica de Múnich (Warner Classics).
- 1997 – Georg Tintner, Royal Scottish National Orchestra (Naxos).
- 1999 – Günter Wand, Orquesta Filarmónica de Berlín (RCA).
- 2012 – Christian Thielemann, Orquesta Estatal Sajona de Dresde (Hänssler).

Edición Nowak
- 1960 – Otto Klemperer, Orquesta Philharmonia (EMI).
- 1968 – George Szell, Orquesta Filarmónica de Viena (Sony).
- 1976 – Karl Böhm, Orquesta Filarmónica de Viena (DG).
- 1976 – Eugen Jochum, Orquesta Estatal Sajona de Dresde (EMI).
- 1986 – Carlo Maria Giulini, Orquesta Filarmónica de Viena (DG).